# Леонетти, Мэттью
Мэттью Ф. Леонетти A.S.C. (англ. Matthew F. Leonetti; род. 31 июля 1941) — американский кинооператор.
Его младший брат, Джон Р. Леонетти, также является кинооператором, а иногда и режиссёром. Мэттью был оператором первого фильма Джона, «Смертельная битва 2: Истребление».

## Фильмография
- 1979: Уходя в отрыв / Breaking Away
- 1980: Поднять «Титаник» / Raise the Titanic
- 1981: Свидетель / Eyewitness
- 1982: Полтергейст / Poltergeist
- 1982: Весёлые времена в школе Риджмонт / Fast Times at Ridgemont High
- 1984: Ледяные пираты / The Ice Pirates
- 1985: Коммандо / Commando
- 1985: Ох уж эта наука! / Weird Science
- 1985: Зазубренное лезвие / Jagged Edge
- 1986: Джек-попрыгун / Jumpin' Jack Flash
- 1987: Все меры предосторожности / Extreme Prejudice
- 1988: Джексон по кличке «Мотор» / Action Jackson
- 1988: Красная жара / Red Heat
- 1989: Красавчик Джонни / Johnny Handsome
- 1990: Смерти вопреки / Hard To Kill
- 1990: Другие сорок восемь часов / Another 48 Hrs.
- 1991: Умереть заново / Dead Again
- 1992: Сила веры / Leap of Faith
- 1994: Ангелы у кромки поля / Angels in the Outfield
- 1994: Пропавшие миллионы / A Low Down Dirty Shame
- 1995: Странные дни / Strange Days
- 1996: Звёздный путь: Первый контакт / Star Trek: First Contact
- 1996: Беглецы / Fled
- 1997: Смертельная битва 2: Истребление / Mortal Kombat: Annihilation
- 1998: Особь 2 / Species II
- 1998: Звёздный путь: Восстание / Star Trek: Insurrection
- 2001: И пришёл паук / Along Came a Spider
- 2001: Час пик 2 / Rush Hour 2
- 2003: Двойной форсаж / 2 Fast 2 Furious
- 2004: Эффект бабочки / The Butterfly Effect
- 2004: Рассвет мертвецов / Dawn of the Dead
- 2005: Бейсбольная лихорадка / Fever Pitch
- 2005 Санта-киллер / Santa’s Slay
- 2006: Нас приняли! / Accepted
- 2007: Девушка моих кошмаров / The Heartbreak Kid
- 2008: Однажды в Вегасе / What Happens in Vegas
- 2008: Блюзмены / Soul Men
- 2011: Безбрачная неделя / Hall Pass
- 2013: Муви 43 / Movie 43
- 2014: Тупой и ещё тупее 2 / Dumb and Dumber To